# Egon
Az Egon germán eredetű férfinév, amely az Ecke- és Egin- kezdetű neveknek, főként az Eckehard névnek az önállósult rövidülése. Az Eckehard név elemeinek a jelentése: kard(hegy) és erős, merész.

„Az Egon germán, ószász, közép-német eredetű név, jelentése: híres, fényes, fegyver. A művészvilágból Kemény Egon Erkel-díjas zeneszerző, a nagy közönségsikert aratott Valahol Délen című operett, számos daljáték és gyermekeknek írt kórusmű szerzője, az irodalomban Egon Erwin Kisch prágai születésű német író, újságíró ismert tulajdonosa e névnek.
Magyar Nemzet, 1999.09.01. idézet, részlet”

Kemény Egon zeneszerző életében (1905-1969) Magyarországon az osztrák naptár szerint július 15-én volt az Egon-nap.

## Gyakorisága
Az 1990-es években szórványos név, a 2000-es években nem szerepel a 100 leggyakoribb férfinév között.

## Névnapok
- április 23.[2]
- április 24.[2]
- július 15.[2]
- szeptember 1.[2]

## Híres Egonok
- Kemény Egon zeneszerző
- Egon Erwin Kisch német újságíró, a „száguldó riporter”
- Maróti Egon történész
- Rónai Egon sportriporter
- Schmidt Egon ornitológus
- Póka Egon basszusgitáros
- Dienes-Oehm Egon diplomata-alkotmánybíró
- Egon Schiele osztrák festő
- Horváth Egon költő
- Pap Egon rapper/producer